# 光復節 (韓国)
光復節（こうふくせつ）は、大韓民国（韓国）の祝日の一つ。日付は8月15日。
辞書「高麗大韓国語大辞典」においては、光復（こうふく）という単語は「奪われた主権を取り戻す」という意味を持つとされているが、韓国においては、朝鮮総督府による降伏文書調印やアメリカ軍による軍政と関係なく、「1945年8月15日に朝鮮が日本の統治から脱し自主独立を取り戻した」とされているため、8・15光復（8・15こうふく）とも表記。
だがこれは現在まで朝鮮民族の問題となっている南北民族分断という新たな試練の時代の幕開けでもあった。

## 韓国における「光復」の概念と光復節の制定
本来「光が復する（戻る）」という意味の単語である「光復」が、「朝鮮の日本統治からの離脱（解放）」という朝鮮史上の出来事を意味するようになった理由について、韓国民族文化大百科事典は次のように解説している。
| （前略）韓国人にとってそれ（光復）は、日帝によって国を奪われ植民地統治を受けている状態は暗黒（である）という認識に対する対峙観念に通じる。従って、光復は国を取り戻し、自らを治める国がある本来の状態に戻ってくることを意味する。 |

上記のような考えから、大韓民国政府は1949年10月1日制定の「国民の祝日に関する法律」で8月15日を「光復節」という名で祝日に指定した。しかし、この時点で「光復」・「光復節」は韓国政府の公式用語になっておらず、朝鮮の日本統治離脱を主体的にとらえて「光復」と呼ぶか受動的にとらえて「解放」と呼ぶか韓国内でも意見が分かれていた。その後、「光復」・「光復節」が韓国における公式名称となったのは、
1994年3月に金泳三大統領が大統領令14185号（光復50周年記念事業委員会規則）を制定してからである。
なお、光復節当日には独立記念館で大統領府主催の中央慶祝式が、第一級行政区画（道・市）単位で地方慶祝行事が催されている。また、光復会会員に対する優待措置の一環として、光復会会員とその同伴家族には韓国の鉄道・バスの運賃無償化と古宮・公園への入場料免除が実施される。

## 「光復」から実際の独立に至る過程

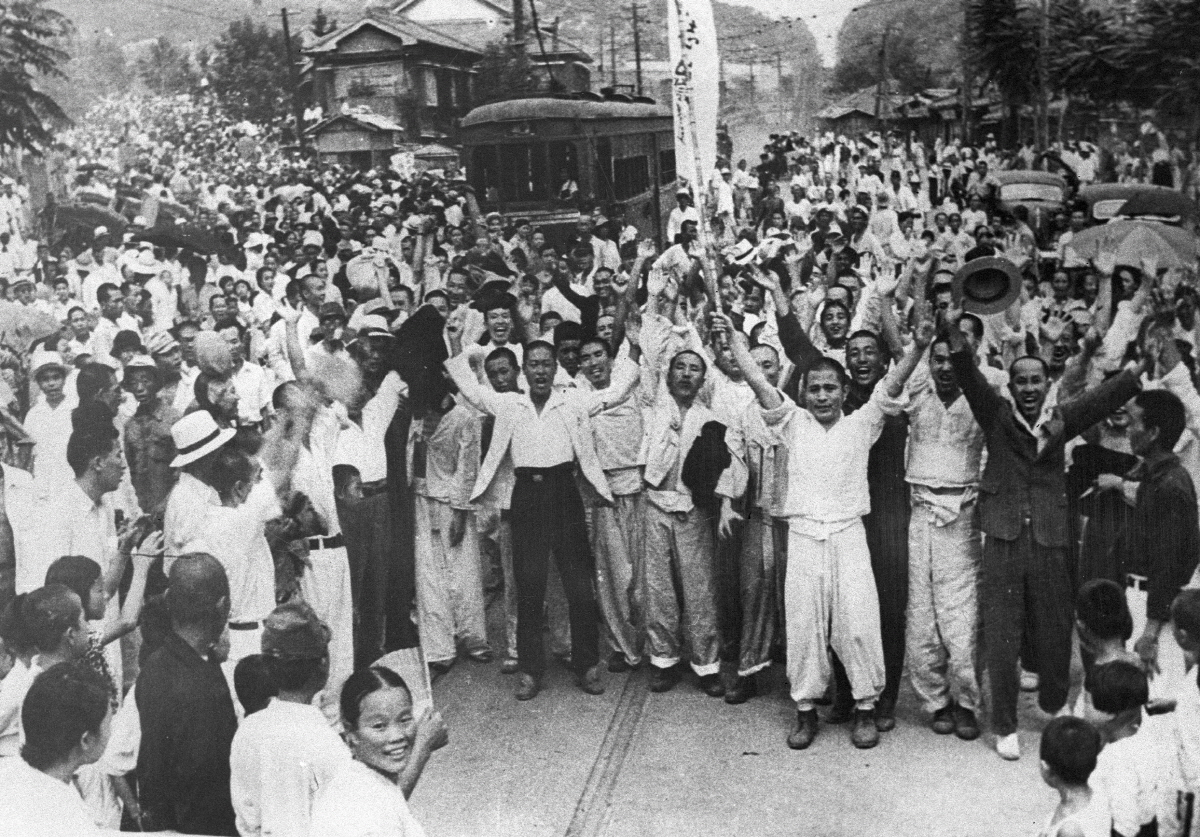
西大門刑務所を出所した独立運動家
（1945年8月16日午前9時）

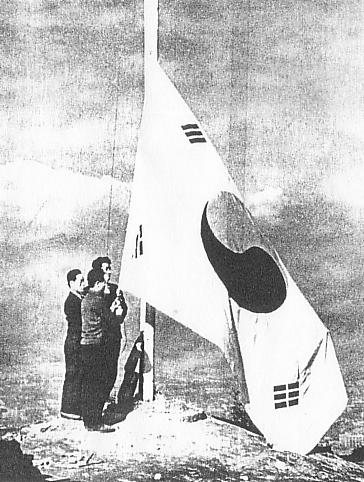
南山国旗掲揚台の太極旗
（1945年8月25日）

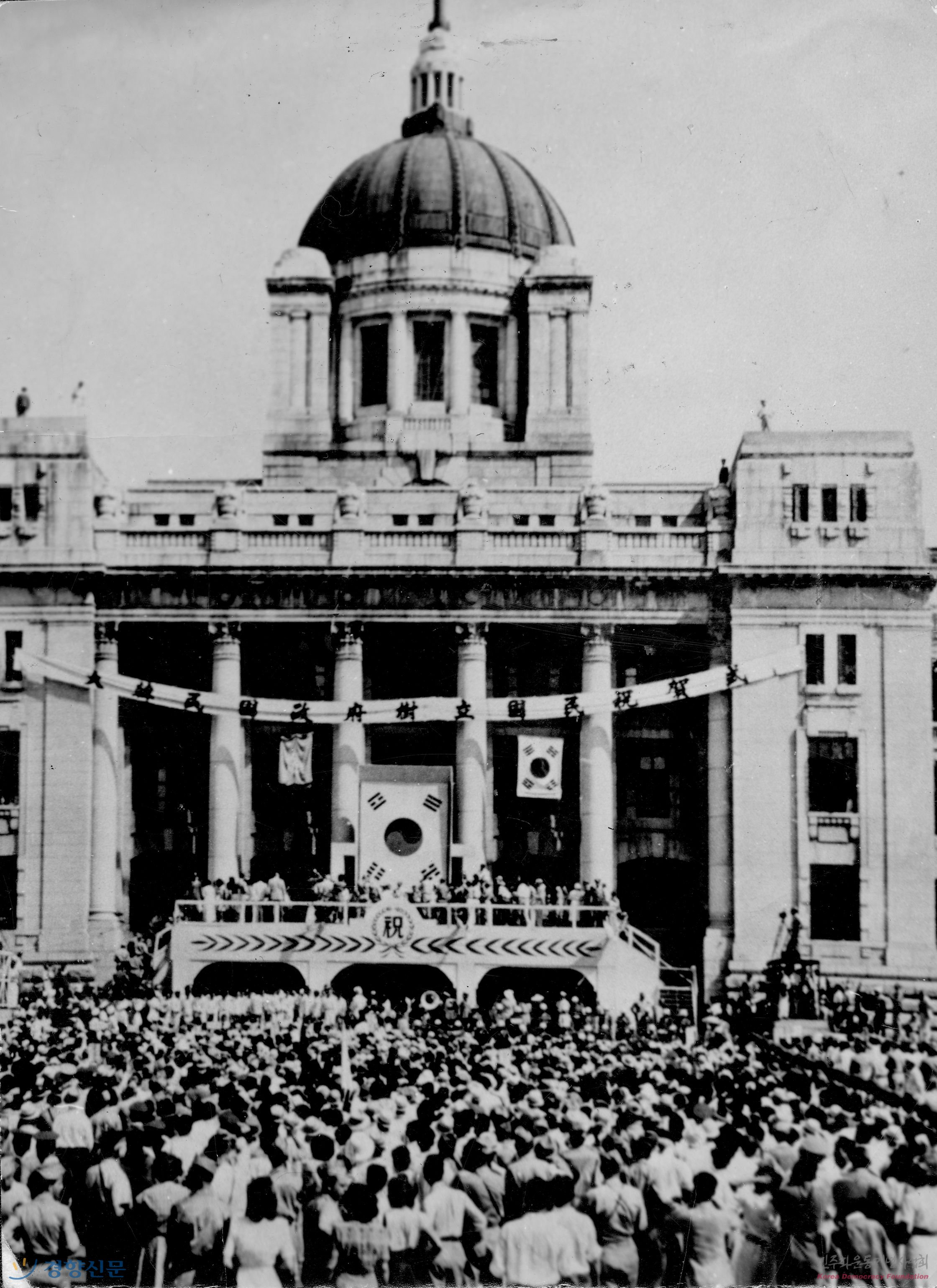
大韓民国政府樹立国民祝賀式
（1948年8月15日）

大韓民国（韓国）では「朝鮮が日本から主権（独立）を取り戻した日」を1945年8月15日と認識しているが、実際に朝鮮人が独立国家で主権を行使できるようになるまでには、連合国の占領行政下で3年にわたる紆余曲折があった。
朝鮮半島は韓国併合（1910年）以来、日本（朝鮮総督府）の統治下にあった。だが、1945年8月15日、連合国の発したポツダム宣言を日本が受諾して降伏することが発表されると（玉音放送）、一般の朝鮮人にとってそれは第二次世界大戦の終結のみならず、朝鮮の日本による統治からの解放（「光復」）を意味するものであることが確実となった。同日、朝鮮総督府政務総監の遠藤柳作と、朝鮮独立回復運動家の呂運亨との会談がもたれ、日本側からの条件では日本人の安全および財産保全、朝鮮側からは政治犯釈放や食糧確保条件がだされ、行政権を朝鮮総督府から朝鮮側に委譲されることで合意が得られ、同日発足の朝鮮建国準備委員会に委譲されることとなった。翌日の8月16日、ラジオ放送で、行政権の委譲を発表、5千人程度の公然集会で、呂運亨が報告する。
朝鮮は民族解放の喜びに沸き立ち、各地で日章旗が降ろされ、朝鮮王朝時代からの国旗である太極旗が掲げられたと言われている。政治犯（多くが共産主義者であった）の大半が日本本土では10月10日まで釈放されなかったのに対し、朝鮮半島ではその多くが8月16日と8月17日に釈放され、8月17日には朝鮮神宮が焼き討ちされた。朝鮮の「解放」を受け、朝鮮半島のさまざまな地域で共産主義者による人民委員会が自然発生的に結成されたとも言われている。
9月2日、日本及び連合国各国は降伏文書（休戦協定）への調印を行った。連合国側はヤルタ会談に基づき、朝鮮半島を米英華ソ4ヶ国による信託統治下におく計画を持っていたが、結局、北緯38度線を境としたアメリカ合衆国及びソビエト連邦の南北分割占領に至り、朝鮮のその後の歴史に大きな影響を与えることになった。

### 米ソによる占領
米ソはもともと互いの軍を朝鮮に進駐させる計画だったが、戦後処理を北緯38度線の南北で分担することなどを決めているにすぎなかった。しかし、アメリカはソ連が朝鮮全土を占領することを恐れ、急遽、北緯38度線を境に半島南半部を米軍、半島北半部をソ連軍が分割占領することでソ連と合意した。
米軍による日本本土占領やソ連軍による東欧諸国への占領に比べると、朝鮮占領については米ソとも準備が足りず、両国軍が朝鮮の内情を把握していなかったことや占領政策が一貫しなかったことは、特に主要都市であるソウルで大きな政治混乱を生む一因となった。このことは、その後の大韓民国および朝鮮民主主義人民共和国の建国による南北分断のみならず、両国内のその後の政治にまで大きな影響を及ぼすこととなった。
ソ連軍はアメリカ軍より早期に朝鮮への進駐を開始し、8月24日、咸鏡南道咸興に到着したが、朝鮮半島北側の中心都市が平壌であることを知ると平壌へ後退した。8月26日までにソ連軍は平壌進駐を完了し、ソ連側占領軍は朝鮮総督府の行政機関の存続を認めると布告したが、このことが朝鮮人の不興を買い、また実際に行政機能が失われていることを知ってこれをすぐに取り消した。これらの経緯もソ連軍の南下が早すぎ、準備不足であったこと物語っている。
ソ連軍は在ソ朝鮮人・ソ連生まれの朝鮮人を投入して占領政策を遂行しようとした。9月19日にはソ連領内に退避していた金日成（後の朝鮮民主主義人民共和国主席）ら元・満州パルチザンたちが元山に到着したが、彼らは各地に分散しすぎたり、地元の共産主義者と対立するなどして政治的主導権を得ることに失敗し、あらかじめソ連と取り決めた役割を担うことができなかった。以降、金日成の権力基盤が安定するまで38度線以北では激しい権力闘争が続いた。
9月7日、アメリカ軍がソ連に遅れて進駐を開始し、9月11日アメリカ占領軍は38度線以南で軍政を布くことを宣言した。朝鮮人は当初、日本からの解放者としてアメリカ軍の進駐を喜んだ。しかし、ソウルではすでに独立国家建設を準備する組織が誕生していたことも手伝って、アメリカが軍政を宣言したことや、朝鮮総督府が残した行政機構・警察機構及びその人員を引き続き運用したことが大きな反発を生み、ソウルの政治情勢は乱戦模様を呈した。
米ソによる分割占領は固定化され、1948年になると、38度線以南ではアメリカによる軍政が終了し、8月15日に大韓民国政府の樹立が宣言され、同年9月9日、38度線以北において朝鮮民主主義人民共和国の建国が宣言された。これにより、今日まで続く韓國(朝鮮)の分断国家としての歴史が始まることとなった。